# Durchs Telephon
Durchs Telephon ist eine Polka von Johann Strauss Sohn (op. 439). Das Werk wurde am 10. Februar 1890 im Sofienbad-Saal in Wien erstmals aufgeführt.

## Einzelnachweis
1. ↑  Quelle: Englische Version des Booklets (Seite 75) in der 52 CDs umfassenden Gesamtausgabe der Orchesterwerke von Johann Strauß (Sohn), Hrsg. Naxos (Label). Das Werk ist als elfter Titel auf der 27. CD zu hören.